# Rajdowe Samochodowe Mistrzostwa Polski 1965
Ten artykuł dotyczy sezonu 1965 Rajdowych Samochodowych Mistrzostw Polski.

## Kalendarz[1]
| Runda | Data           | Nazwa rajdu                 | Baza rajdu | Nawierzchnia | Zwycięzca         | Raport |
| 1     | 19–21 lutego   | 2. Rajd Ziemi Białostockiej | Augustów   | szuter       | Stanisław Dalka   | Wyniki |
| 2     | 21–23 maja     | 9. Rajd Dolnośląski         | Wrocław    | asfalt       | Adam Wędrychowski | Wyniki |
| 3     | 5–7 sierpnia   | 25. Rajd Polski             | Zakopane   | asfalt       | Sobiesław Zasada  | Wyniki |
| 4     | 10–12 września | 15. Rajd Wisły              | Gliwice    | asfalt       | Sobiesław Zasada  | Wyniki |

1. ↑  Zwycięzcą klasyfikacji generalnej 25. Rajdu Polski był Fin Rauno Aaltonen, Sobiesław Zasada w klasyfikacji generalnej zajął drugie miejsce, a wygrał klasyfikację RSMP

## Klasyfikacje Rajdowych Samochodowych Mistrzostw Polski 1965[1]
- Punktacja RSMP:

Podział samochodów rajdowych według międzynarodowych regulaminów FIA:
- Kategoria 1 (turystyczna) - samochody produkowane w ilości co najmniej 1000 egzemplarzy w ciągu roku. W ramach tej kategorii istniały dwie podkategorie: samochody turystczne seryjne z bardzo ograniczoną możliwością przeróbek (grupa I) i samochody turystyczne ulepszone z dużo większym zakresem dozwolonych przeróbek (grupa II).
- Kategoria 2 (GT) - samochody produkowane w ilości co najmniej 100 egzemplarzy w ciągu roku (Grupa III).

Samochody startujące w RSMP podzielone były na klasy według pojemności skokowej silnika:
- kl. 1 - 700 cm3
- kl. 2 - 850 cm3
- kl. 3 - 1000 cm3
- kl. 4 - 1300 cm3
- kl. 5 - powyżej 1300 cm3

W każdej z klas prowadzona była odrębna klasyfikacja, nie było natomiast w RSMP klasyfikacji generalnej.
Do końcowej klasyfikacji RSMP zaliczano dla każdego kierowcy 3 najlepsze wyniki. Sklasyfikowani mogli być zawodnicy, którzy wystartowali w co najmniej 3 eliminacjach.
Klasa 5
| Poz. | Kierowca                                | Samochód               | Suma pkt |
| ---- | --------------------------------------- | ---------------------- | -------- |
| 1    | Aleksander Sobański Mieczysław Sochacki | Volvo 121              | 70       |
| 2    | Henryk Ruciński                         | Volvo 121              | 66       |
| 3    | Adam Smorawiński                        | Volvo 121 Warszawa 203 | 50       |
| 4    | Zbigniew Łagutko                        | Volvo 121              | 48       |
| 5    | Marian Repeta                           | Warszawa 203           | 45       |

Klasa 4
| Poz. | Kierowca                                | Samochód              | Suma pkt |
| ---- | --------------------------------------- | --------------------- | -------- |
| 1    | Stanisław Dalka Krzysztof Woyciechowski | Renault R8 Major      | 88       |
| 2    | Jan Soczek                              | Skoda                 | 45       |
| 3    | Jan Pach                                | Volkswagen 1200       | 44       |
| 4    | Gabriel Kozłowski                       | Simca 1280 Renault R8 | 42       |

Klasa 3
| Poz. | Kierowca                        | Samochód                   | Suma pkt |
| ---- | ------------------------------- | -------------------------- | -------- |
| 1    | Andrzej Nytko Kazimierz Jaromin | Wartburg 1000              | 88       |
| 2    | Ksawery Frank Janusz Kiljańczyk | Morris Minor Austin Cooper | 54       |
| 3    | Jan Wojczaczek                  | Wartburg 1000              | 36       |
| 4    | Janusz Kuczyński                | Wartburg 1000              | 12       |

Klasa 2
| Poz. | Kierowca                          | Samochód    | Suma pkt |
| ---- | --------------------------------- | ----------- | -------- |
| 1    | Marek Varisella Tadeusz Truchel   | Syrena 103  | 88       |
| 2    | Henryk Kalinowski                 | Syrena 101  | 48       |
| 3    | A. Łazuk                          | Syrena 103  | 18       |
| 4    | Ryszard Pawlitka Eugeniusz Martin | Zastava 750 | 12       |

Klasa 1
| Poz. | Kierowca                           | Samochód                            | Suma pkt |
| ---- | ---------------------------------- | ----------------------------------- | -------- |
| 1    | Adam Wędrychowski Czesław Wodnicki | Steyr Puch 650 TR Steyr Puch 700 TR | 72       |
| 2    | Jerzy Dobrzański                   | BMW 700                             | 56       |
| 3    | Longin Bielak                      | BMW 700                             | 44       |
| 4    | Kazimierz Osiński                  | Steyr Puch 650 TR                   | 40       |